# Abbaye de Munsterbilzen
L'abbaye de Munsterbilzen (ou abbaye Sainte-Landrade de Munsterbilzen ou abbaye Saint-Amour de Munsterbilzen), située à Bilzen, dans le Limbourg belge, était un monastère de moniales bénédictines datant de l’époque mérovingienne. Fondée vers 670 par sainte Landrade, elle fut dévastée par les invasions normandes de la fin du IXe siècle puis reconstruite.
Au IXe siècle, elle fut connue comme abbaye de Saint Amor, car inspirée par un ermite originaire d’Aquitaine et établi aux environs de Maastricht. Sainte Ide de Boulogne, mère de Godefroid de Bouillon, y reçu son éducation. En signe de gratitude, en 1096, Ide y fit de nombreux dons. L’abbaye fut alors impériale et l’abbesse, princesse du Saint Empire Romain, était souveraine sur les villages des environs.
À partir du XVIIe siècle, ces droits souverains furent contestés, l’abbesse reconnaissant en 1773 la souveraineté du prince-évêque de Liège. L’abbaye se sécularisa au cours des siècles et perdit tout caractère religieux. Elle fut supprimée à la Révolution française.

## Géographie
L'abbaye de Munsterbilzen est située dans la section Munsterbilzen de la commune de Bilzen, en Belgique, à 16 km au Sud-Est d'Hasselt précisément, dans la Province de Limbourg.

## Histoire

### Origine de la communauté religieuse
Landrade fonde une communauté de moniales vers 670 à un endroit où selon la légende, une croix de feu serait tombée du ciel. Il est possible que cette fondation, connue d'abord sous le nom de couvent de Belysia, ait été faite sous la direction de Saint Lambert, alors évêque de Maastricht. La communauté adopte la règle bénédictine.

### Invasions normandes puis refondation
À la fin du IXe siècle les Normands ravagent la région. Vers 880 l’abbaye est dévastée, comme le sont les églises des villes proches de Tongres, Liège de Maastricht et Saint-Trond. Elle est bientôt reconstruite. Au IXe siècle elle est connue comme abbaye de Saint-Amour. Saint Amour était un ermite originaire d’Aquitaine et établi aux environs de Maastricht, qui aurait eu lors d’un pèlerinage au tombeau de Saint-Pierre à Rome l’inspiration de fonder le monastère de Munsterbilzen.

### Abbaye de dimension impériale
Sainte Ide de Boulogne, mère de Godefroid de Bouillon et de Baudouin, premier roi de Jérusalem, y reçoit son éducation. En signe de gratitude Ide favorise généreusement l’abbaye et fait don en 1096 de biens et domaines situés à Bilzen, Riemst, Waltwilder, Martenslinde, Gellik, Eigenbilzen et Rijkhoven. Ainsi l’abbesse de Munsterbilzen n’exerce pas son autorité seulement à Munsterbilzen mais possède des droits qui s’étendent sur un nombre de villages des environs. L’abbaye est ‘impériale’ et l’abbesse, princesse du Saint Empire Romain, est souveraine de ces villages des environs.
À partir du XVIIe siècle, ces droits souverains sont contestés par le chapitre de la cathédrale Saint-Lambert de Liège et par le Prince-Évêque. Après de multiples procès l’abbesse reconnaît en 1773 la souveraineté du prince-évêque.

### Décadence et sécularisation
Du point de vue religieux l’abbaye est en décadence et sécularisée depuis plusieurs siècles. Les moniales ne font plus de vœux de religion. En fait pour être reçue à Munsterbilzen il faut faire preuve de plusieurs quartiers de noblesse.

### Disparition
Le couvent est devenu une institution de la noblesse et le restera jusqu'à la révolution française. L’abbaye est alors supprimée.

## Patrimoine

### Le psautier de Wachtendonck
Au XVe et XVIe siècles, l'abbaye était en possession d’un très ancien psautier, datant du IXe siècle, connu sous le nom de son dernier propriétaire, Arnold Wachtendonck, un chanoine de la cathédrale de Liège (XVIe siècle). Ce psautier malheureusement perdu contient les plus anciens textes écrits en vieux bas francique (vieux néerlandais). Des extraits recopiés par d’autres nous sont parvenus.

### D'autres éléments de patrimoine
- Un vieil évangéliaire de l’abbaye (XIIe siècle) est préservé dans la bibliothèque des bollandistes, à Bruxelles. Un court texte dont la première partie est en vieux flamand et le reste en latin moyenâgeux, a une grande importance dans l’histoire de la langue flamande. Il fait l’éloge de la communauté de Munsterbilzen en ces termes : « Tesi samanunga was edele unde scona, et omnium virtutum pleniter plena ». C’est-à-dire : « cette communauté était noble et pure, et comblée de toutes les vertus ».
- Le clocher de l’église Notre-Dame de Munsterbilzen est l’ancienne tour de l’abbatiale bénédictine. Il date du XVIe siècle.
- Des bâtiments, tels que la résidence de l’abbesse et l’ancienne école abbatiale, tous deux du XVIIe siècle, ont aujourd'hui d’autres destination. Sur un restant du mur d’enceinte se trouve une pierre commémorative datant de 1660.
- D'autres bâtiments, du XVIIIe siècle, ont été aménagés en école et en asile d'aliénés (Institut Saint-Joseph)[1].
- Un petit musée réunit divers souvenirs : des tableaux, la cuillère et l'écuelle de sainte Landrade, le bâton de saint Amor, etc[1].

## Galerie

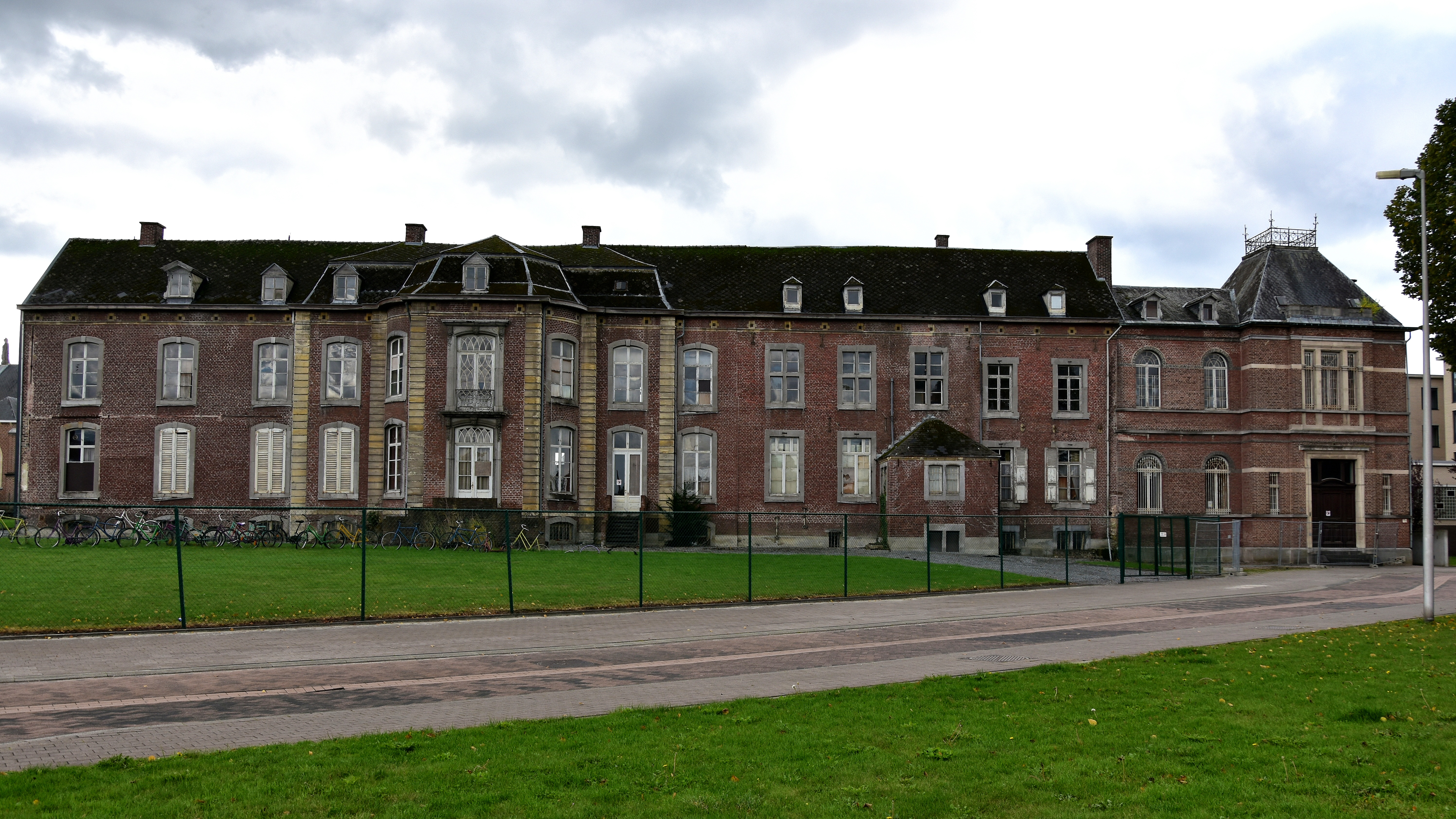
Bâtiments abbatiaux du XVIIIe siècle, conçus par Johann Joseph Couven
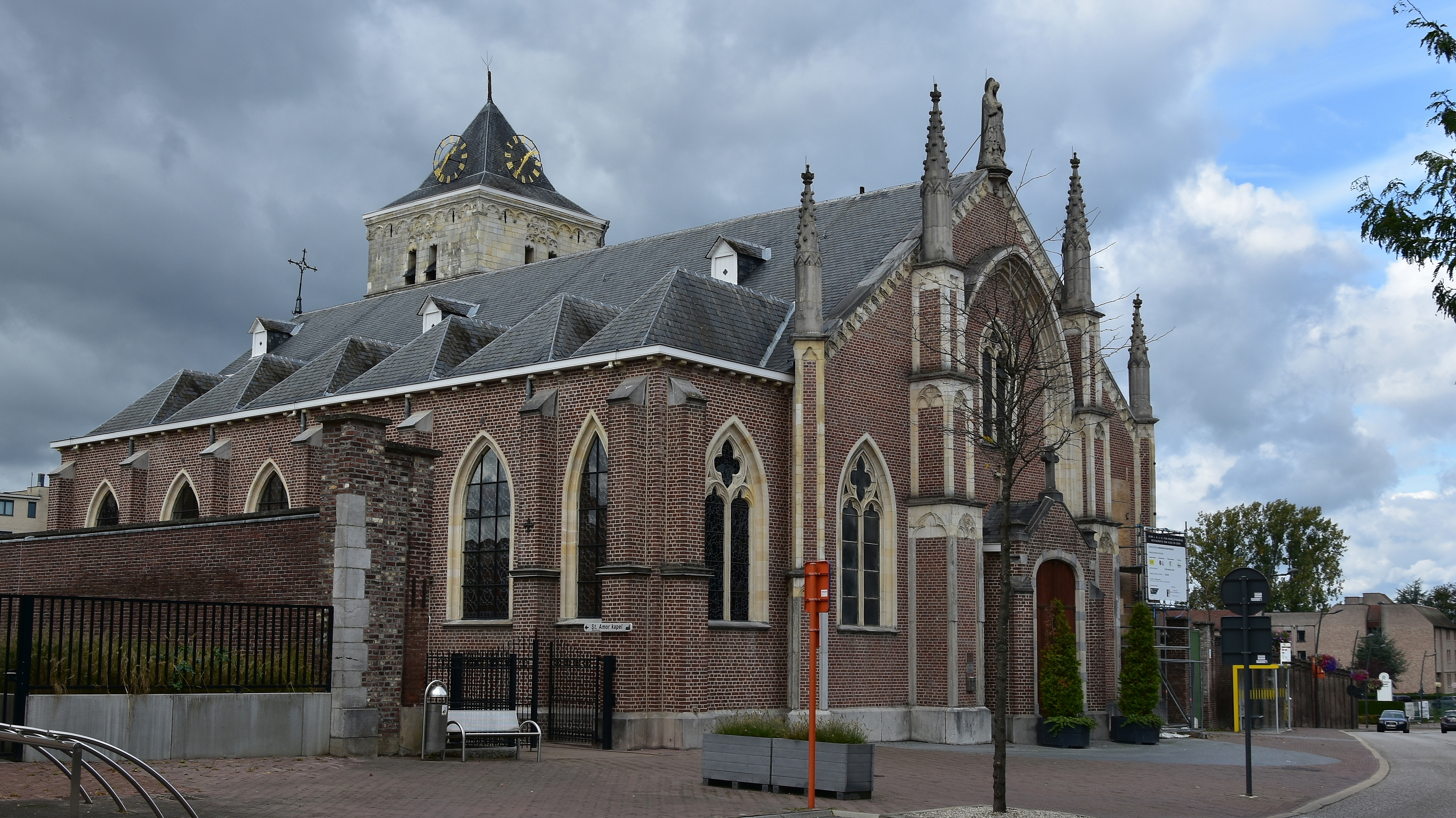
L'église paroissiale néo-gothique avec clocher médiéval tardif
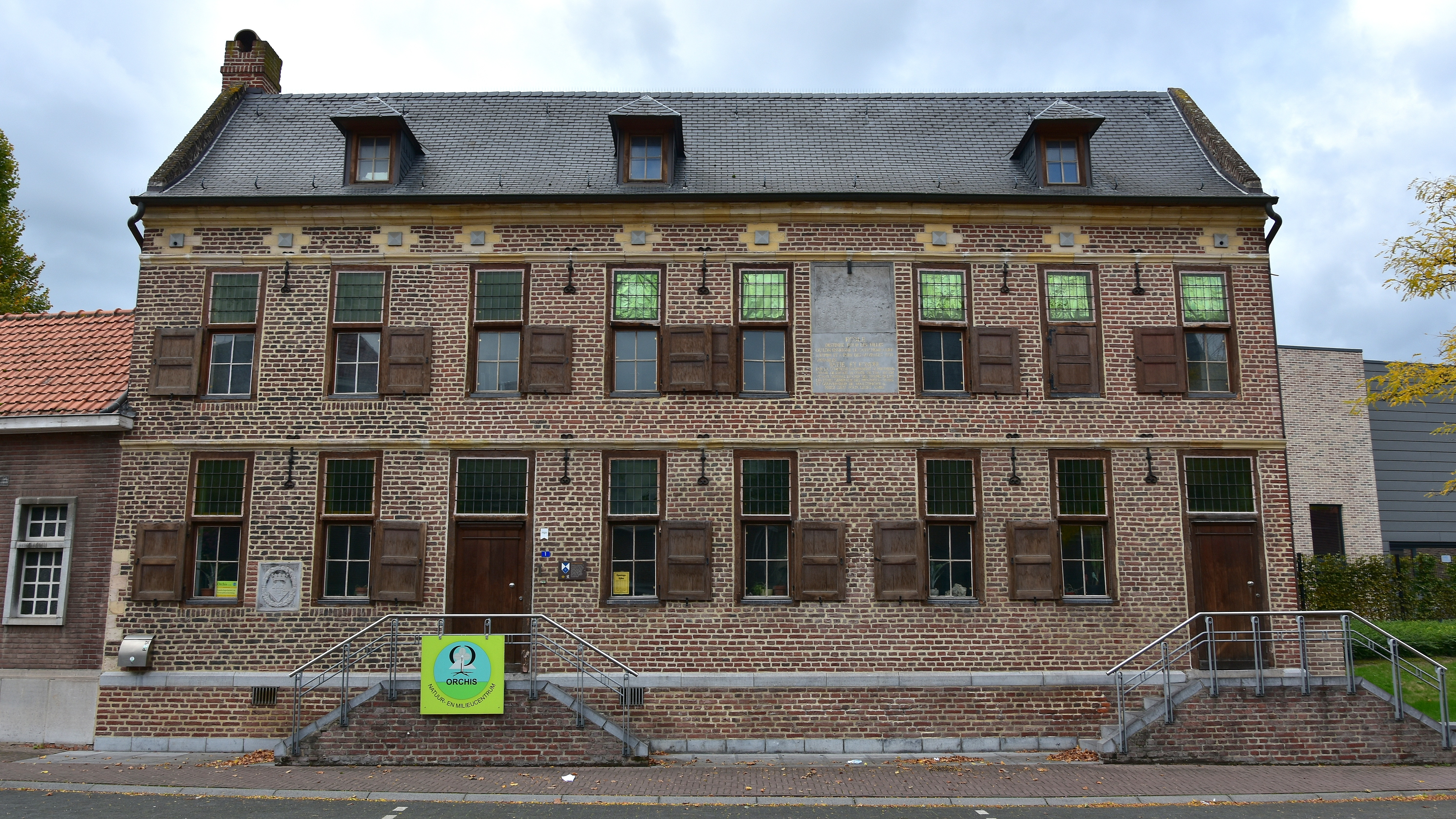
L'école de filles de l'abbaye avec armoiries d'une abbesse et date 1664 - ancienne mairie
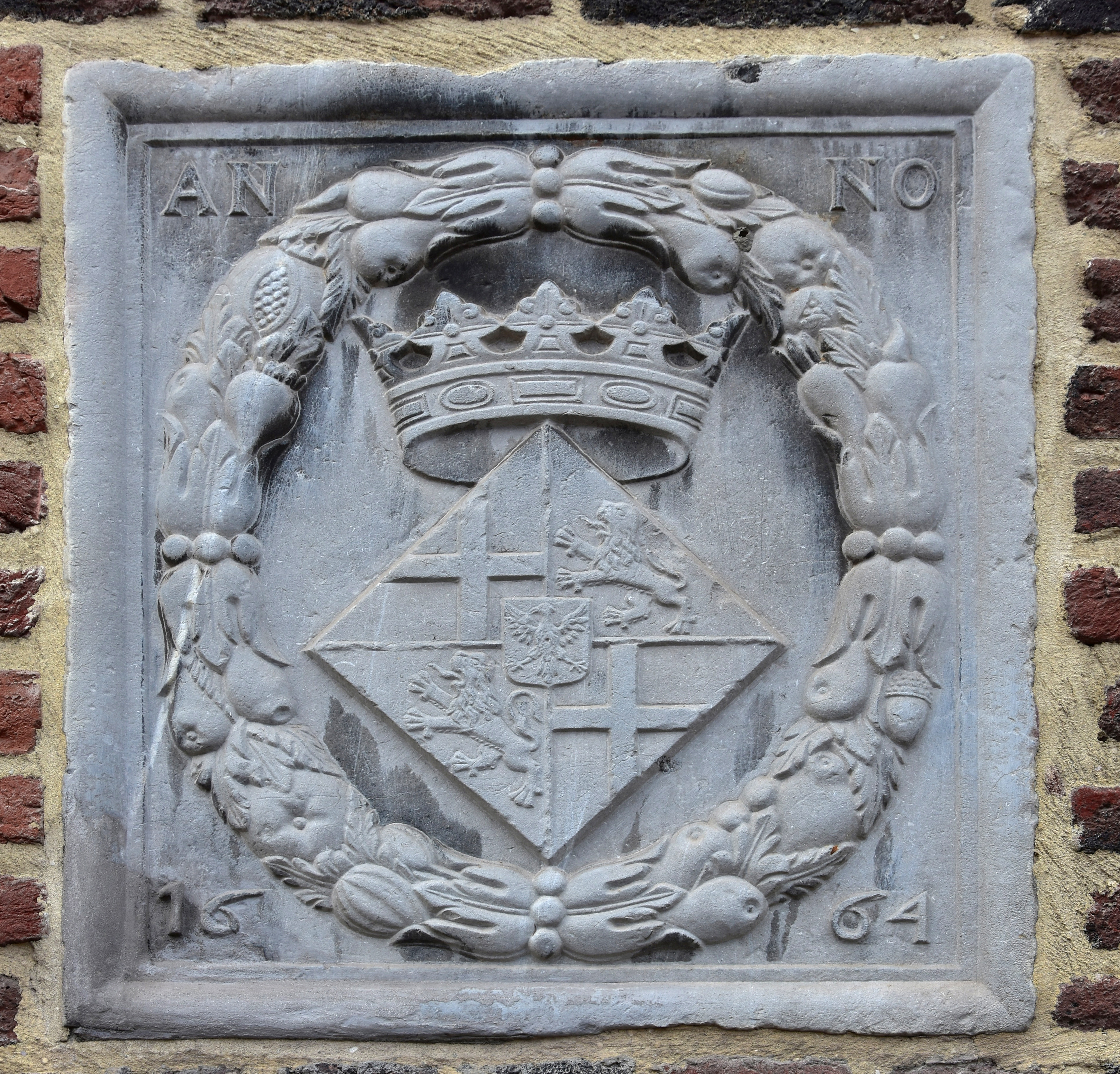
Armoiries de l'abbesse avec la mention de l'année 1664

## Liste des abbesses
- Landrada (?-690), fondatrice monastique
- Guda de Heinsberg-Valkenburg? (1157-1173), fille de Gossuin Ier de Valkenburg (nl)
- Imaina ou Imagine de Looz (nl) (après 1190 jusqu'à 1205), ancienne épouse de Godefroid III de Louvain, duchesse de Basse Lorraine
- Mechtildis de Are, ou Mathilde (ca. 1220-1249), sœur de Gérard de Looz
- Mathilde de Pietersheim (ca. 1267-1287)
- Aleidis (Ida) de Valkenburg († 1296), fille de Thierry II de Valkenburg, sœur de  la reine Béatrice de Falkenbourg
- Cecilia Hoen († 1458), fille de Nicolaas II Hoen (nl), seigneur de Hoensbroek
- Margaretha de Merode, ca. 1529
- Odilia de Buymelborn (1550-1582)
- Isabelle Henriette de Tilly d'Aspremont-Lynden de Reckheim (circa 1725), bâtisseuse d'école de filles (voir image - ancienne mairie) et gardienne du Comté de Rekem (nl) un temps lorsque son frère, le comte Ferdinand d'Aspremont-Lynden (nl) est décédé[2]
- Antoinette de Eltz-Kempenich (ca. 1766)

## Pour approfondir